# Kloster St. Georgenberg (Frankenberg)
Das Kloster St. Georgenberg (lat. Monasterium Mons sancti Georgii) war eine Zisterzienserinnen-Abtei unter dem Patronat des Hl. Mauritius in der nordhessischen Stadt Frankenberg im Landkreis Waldeck-Frankenberg. Der dreiflügelige Gebäudekomplex, dessen Bausubstanz aus der Zeit vom 13. bis ins 17. Jahrhundert stammt, ist heute Sitz einer Verwaltungsaußenstelle des Landkreises.

## Gründung

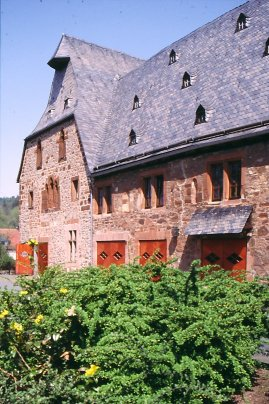
Eingangsbereich

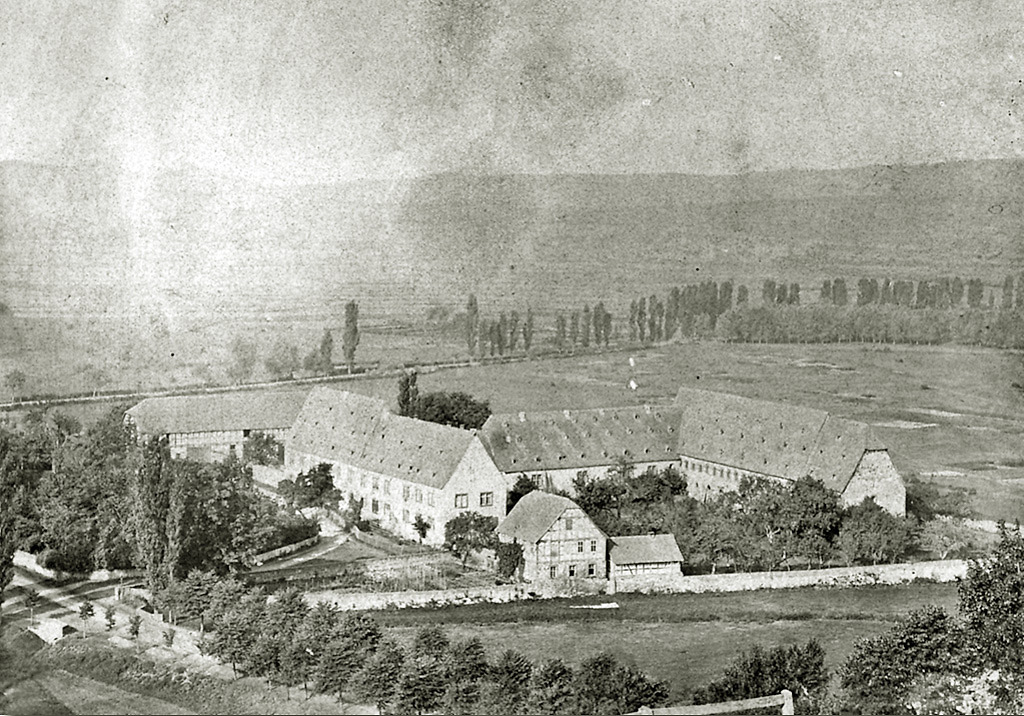
Das Kloster um 1870

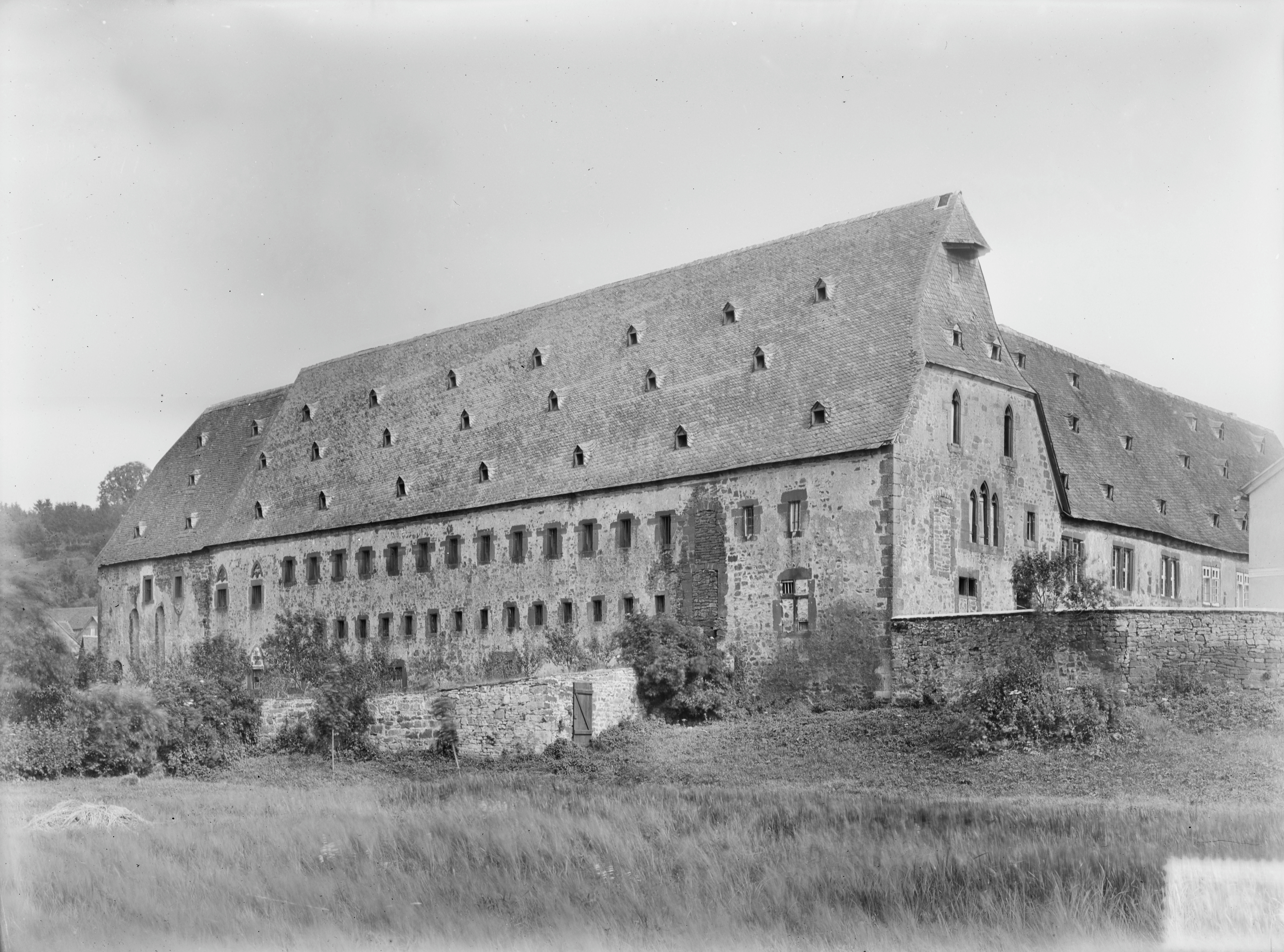
Das Kloster um 1890
(Foto: Ludwig Bickell)

Im Jahre 1242 stiftete Konrad von Itter (1185–1242) das Nonnenkloster Butzebach (manchmal auch Butzkirchen genannt), in einem abgelegenen Waldstück im Tal der Nuhne, dem sogenannten „Butzebach“, etwa 6 Kilometer nördlich von Frankenberg zwischen den heutigen Ortschaften Schreufa (Ortsteil von Frankenberg) und Sachsenberg (Ortsteil von Lichtenfels).
Da sich schon sehr bald zeigte, dass das Kloster an dieser Stelle nicht lebensfähig war, einigten sich Konrads Söhne Reinhard I.und Konrad II. mit Landgraf Heinrich von Thüringen, das Kloster in die Nähe und unter den Schutz der 1233/34 von Heinrichs Bruder Konrad, Statthalter der ludowingischen Landgrafen von Thüringen in deren hessischen Gebieten, gegründeten Stadt Frankenberg zu verlegen. Die befestigte Stadt mit ihrer Burg bot besseren Schutz, und zudem stellte eine Konzentration hessischer Besitzungen in und um Frankenberg ein stärkeres Gegengewicht zu den kurmainzischen Besitzungen und Gebietsansprüchen im Bereich der oberen Eder dar. Wirtschaftliche Erwägungen spielten bei der Verlegung sicherlich auch eine Rolle, denn die ökonomische Basis des Klosters im Butzebach war so schwach, dass seine Zukunft ernsthaft gefährdet war. Bereits ab 1245 begann der Bau des Klosters westlich vor den Toren der Stadt, an der Stelle des aufgegebenen Dorfs Hadebrandsdorf bei der Einmündung der Nemphe in die Eder. Auch nach dem Einzug der Nonnen im Jahre 1249 wurde noch jahrelang weitergebaut. Die wirtschaftliche Lage des Konvents besserte sich nach dem Umzug sehr rasch: zwei Güter in unmittelbarer Nachbarschaft bildeten die Grundlage, und im Laufe der Zeit kamen durch Schenkungen und Erbschaften Besitz und Einkünfte in rund 90 Ortschaften hinzu. Weitere Einnahmen konnte das Kloster ab 1254 erzielen, als ihm das Patronat der Frankenberger Stadtkirche übertragen wurde.
Die Leitung des Klosters oblag der Äbtissin vor Ort; der Abt von Haina führte im Georgenberger Konvent wiederholt Visitationen durch. Das Kloster führte zwar die Namen der Heiligen Georg und Maria, wurde jedoch meist St. Georgenberg genannt. Diese Bezeichnung bezog sich wahrscheinlich auf seine Gründung auf dem Berg am Butzebach und wurde auf die Neugründung übertragen. Die kleine spätromanische Kapelle von Hadebrandsdorf war beim Umzug des Klosters noch vorhandene; sie wurde den Anforderungen eines Nonnenklosters entsprechend umgebaut und dem Heiligen Mauritius gewidmet. Die dortigen Eingänge zu einer Nonnenempore konnten, wie auch Reste späterer Umbauten der Kapelle zum Fruchtspeicher, nachgewiesen werden.
St. Georgenberg war nie ein großes oder reiches Kloster. Es sollte, laut einer Anordnung des Mainzer Erzbischofs Peter von Aspelt aus dem Jahre 1308, maximal 36 Schwestern Platz bieten. Zeitweise lebten dort allerdings mehr als 50 Nonnen. Die meisten von ihnen waren Angehörige des niederen Adels und des wohlhabenden Bürgertums aus der Umgebung, für die auf diese Weise eine standesgemäße und wirtschaftlich abgesicherte Versorgung gewährleistet war.

## Niedergang
Bereits 1392 wurde dem Kloster das Patronat der Pfarrkirche von Frankenberg entzogen und der Johanniterkommende Wiesenfeld übertragen, was eine erhebliche Einbuße an Einkünften bedeutete. Im 15. Jahrhundert geriet die Klosterzucht immer mehr in Auflösung und schon 1444 wurde dem Erzbischof von Mainz mitgeteilt, dass der Georgenberger Konvent von seiner Ordensregel abgewichen war und auch die Klausur nicht mehr eingehalten wurde. Im Jahre 1452 betrug die Zahl der Nonnen nur noch sechs.
Im Jahre 1487 stellte Landgraf Wilhelm I. von Hessen die Klausur wieder her und ließ Nonnen aus Westfalen nach Frankenberg rufen. Sie belebten den Konvent wieder und im Jahre 1517 hatte das Kloster 51 weibliche und 7 männliche Insassen. Allerdings überforderte dies wohl die Wirtschaftskraft des Konvents und führte zu erneutem Niedergang.

## Aufhebung
Nachdem Landgraf Philipp der Großmütige 1526/27 die Reformation in der Landgrafschaft Hessen eingeführt hatte, wurde das Kloster säkularisiert, wobei den verbliebenen Nonnen, soweit sie das Kloster nicht freiwillig verließen, gestattet wurde, bis zu ihrem Tode dort zu bleiben. 1568 übergaben die letzten Ordensfrauen das Kloster an den Landgrafen. Die letzte Nonne starb 1581.
Die Gebäude, das Inventar und der Grundbesitz gingen in den Besitz der Landgrafschaft über. Das Silber wurde eingeschmolzen und der landwirtschaftliche Grundbesitz wurde verkauft. Die Klostergebäude blieben in landgräflichem Besitz.

## Spätere Nutzung
Die Gebäude wurden in der Folgezeit meist als Sitz staatlicher Behörden genutzt, beginnend schon 1539 mit einem landgräflichen Förster und ab 1588 dem landgräflichen Rentmeister und dessen Amtsverwaltung. Das Klosterinventar ging im Laufe der Zeit verloren, vor allem durch Plünderungen in Kriegszeiten. Die Anlage selbst blieb jedoch insgesamt gut erhalten. Die Universität Marburg nutzte das ehemalige Kloster mehrfach (zwischen 1530 und 1611) als Ausweichquartier, insbesondere um zu Zeiten der Pest oder anderer Epidemien ihren Lehrbetrieb weiter zu führen. Von 1659 bis 1662 bildete sich in Frankenberg eine reformierte Kirchengemeinde, die bis zur Herrichtung der Spitalkirche im Jahre 1679 ihre Gottesdienste in der Mauritiuskapelle abhalten durfte. Von 1688 bis 1702 diente die Klosterkapelle den in Louisendorf 1688 angesiedelten Hugenotten bis zur Fertigstellung ihres eigenen Gotteshauses im Jahre 1702. Später waren die Gebäude Sitz der staatlichen Forstverwaltung und des Amtsgerichts mit Gefängnis. Von 1902 bis 1974 diente der Komplex als Sitz des Landratsamts des Kreises Frankenberg. Mit der Schaffung des Landkreises Waldeck-Frankenberg 1974 wurde daraus eine Außenstelle der Kreisverwaltung. In den 1960er Jahren wurde ein Flachbau-Büroflügel angefügt.

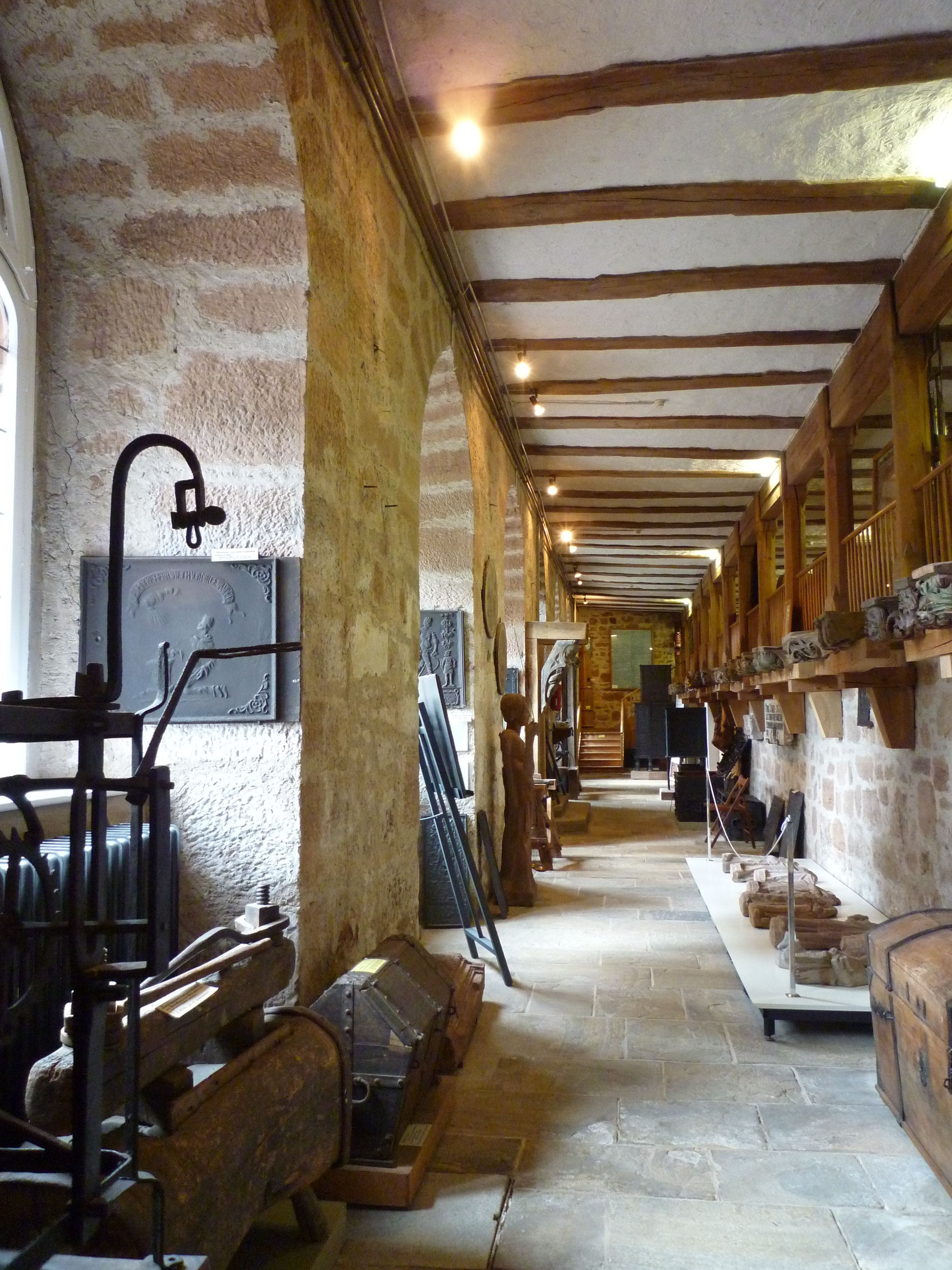
Blick ins Museum

Architektonisch am eindrucksvollsten ist der gegen Ende des 14. Jahrhunderts errichtete Nordflügel. An seinem östlichen Ende befindet sich die einschiffige Mauritiuskapelle mit ihren schmalen Rundbogenfenstern aus der Mitte des 13. Jahrhunderts. Westlich davon liegt der ehemalige Kreuzgang mit spätgotischen Maßwerkfenstern, und im Obergeschoß befindet sich das einstige Dormitorium (Schlafsaal) mit kleinen Rechteckfenstern. Nach der Auflösung des Klosters diente dieser Gebäudeteil als Zehntscheune; in die Mauritiuskapelle wurde damals eine Zwischendecke eingezogen. In diesem Nordflügel ist seit 1952 das Kreisheimatmuseum untergebracht.